# Kuzu (film)
Pour les articles homonymes, voir Kuzu.
Pour plus de détails, voir Fiche technique et Distribution.
Kuzu (agneau) est un film turc réalisé par Kutluğ Ataman, sorti en 2014.

## Synopsis
Dans un village de la province d'Erzincan, Medine, une jeune mère pauvre, souhaite organiser une fête pour la circoncision de son fils de cinq ans Mert. Mais elle peine à réunir l'argent, tandis que la sœur de Mert, Vicdan, fait croire au petit garçon que s'ils ne trouvent pas d'agneau à sacrifier, c'est lui qui prendra sa place.

## Fiche technique
- Titre : Kuzu
- Réalisation : Kutluğ Ataman
- Scénario : Kutluğ Ataman
- Photographie : Feza Çaldıran
- Montage :
- Musique : Mehmet Can Erdoğan
- Production :
- Société de production : Detailfilm, Medienboard Berlin-Brandenburg, World Cinema Fund
- Pays de production :  Turquie
- Genre : Film dramatique
- Durée : 87 minutes
- Dates de sortie : 2014

## Distribution
- Nesrin Cavadzade : Medine
- Cahit Gök : İsmail
- Nursel Köse : Safiye
- Sedat Kalkavan
- Mert Taştan : Mert
- Emel Göksu : Şefkat
- Necmettin Çobanoğlu :  Necmettin Ağa
- Erdal Yıldız
- Sıla Cantürk : Vicdan
- Hikmet Karagöz : Çoban
- Taner Birsel : Adnan Bey
- Şerif Sezer : Leyla
- Güven Kıraç : Muhtar
- Hakan Karsak

## Récompenses
- Festival international du film d'Antalya 2014 : prix du meilleur film, prix de la meilleure actrice pour Nesrin Cavadzade, prix de la meilleure actrice dans un second rôle pour Nursel Köse[2]
- Berlinale 2014 : prix C.I.C.A.E. Panorama pour Kutluğ Ataman
- Festival international du film de Valladolid 2014 : meilleur scénario pour Kutluğ Ataman et meilleure photographie pour Feza Çaldıran[3]